# Мандан (Северна Дакота)
Мандан (енгл. Mandan) град је у америчкој савезној држави Северна Дакота.

## Демографија
По попису из 2010. године број становника је 18.331, што је 1.613 (9,6%) становника више него 2000. године.
| Група             | 2000.          | 2010.          |
| Белци             | 15.801 (94,5%) | 16.661 (90,9%) |
| Афроамериканци    | 34 (0,2%)      | 112 (0,6%)     |
| Азијати           | 56 (0,3%)      | 41 (0,2%)      |
| Хиспаноамериканци | 130 (0,8%)     | 325 (1,8%)     |
| Укупно            | 16.718         | 18.331         |